# Station Czechowice-Dziedzice Południowe
Station Czechowice-Dziedzice Południowe is een spoorwegstation in de Poolse plaats Czechowice-Dziedzice.